# Amphiktyonie von Kalaureia

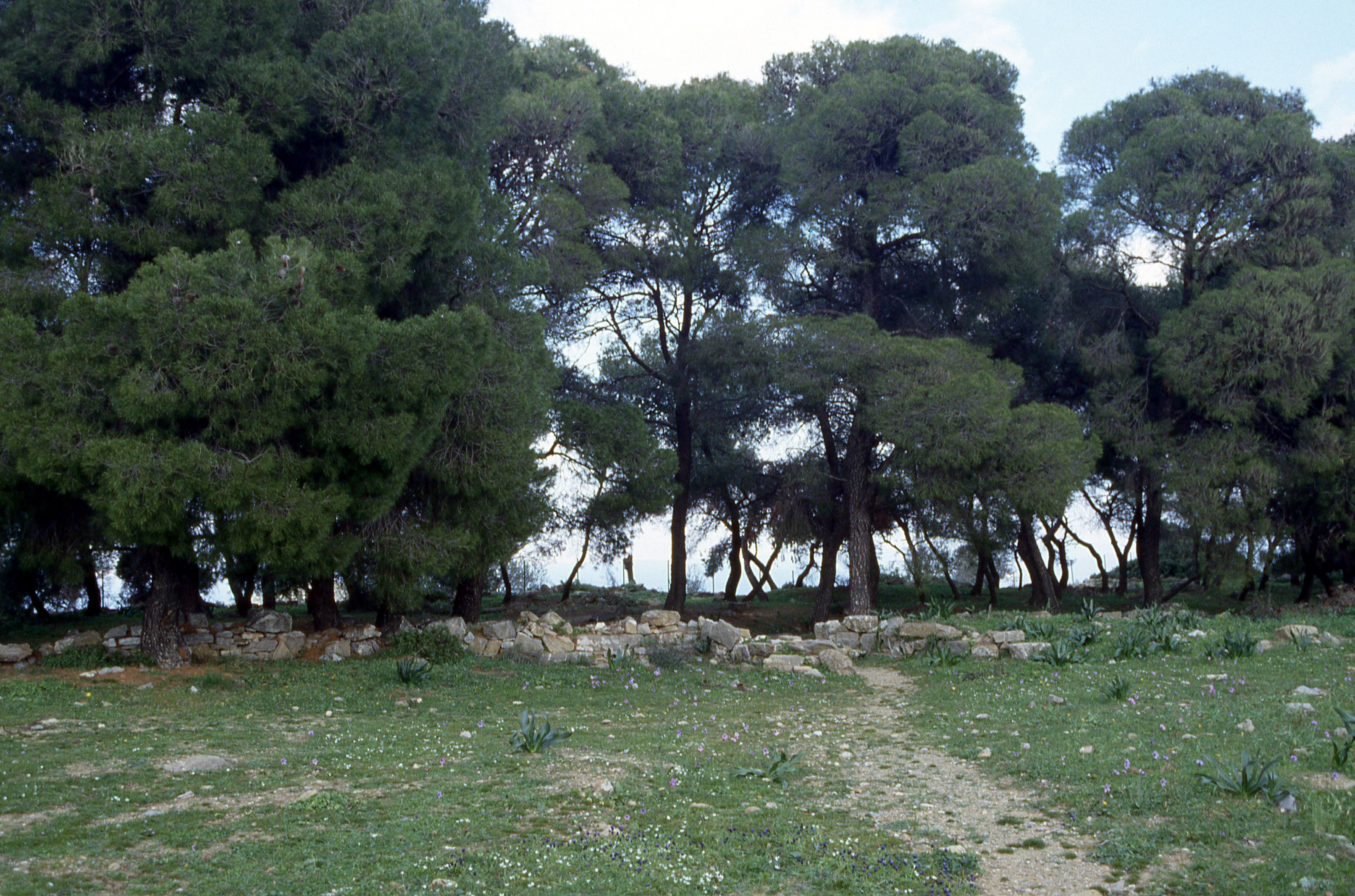
Im Temenos des Poseidon von Kalaureia traf sich regelmäßig die Amphiktyonie

Die Amphiktyonie von Kalaureia war eine Amphiktyonie, ein loser Verband von sieben Städten, im antiken Griechenland. Zentrum der Amphiktyonie war das Poseidon-Heiligtum von Kalaureia auf der Insel Poros, die in der Antike Kalaureia genannt wurde.

## Geschichte
Die einzige Überlieferung zur Amphiktyonie von Kalaureia findet sich bei Strabon. Als Hauptquelle dienten ihm die heute verlorenen Historien des Ephoros von Kyme. Demnach wurde der Verband von den Städten Athen, Ägina, Epidauros, Hermione, Nauplia, dem minyschen Orchomenos und Prasiai gegründet. Bei der Amphiktyonenversammlung feierte man gemeinsam ein Opferfest. Später soll Argos an die Stelle von Nauplia und Sparta an die von Prasiai getreten sein. Eine Inschrift aus dem 2. Jahrhundert v. Chr. erwähnt einen Hieromnamonen, also einen Heiligtumspfleger, der Amphiktyonie.
Die spärlichen Informationen führten dazu, dass viele Details bis heute unbekannt und umstritten sind. So gibt es Zweifel über die Mitglieder der Amphiktyonie. Ioannis Mylonopoulos vermutete, dass Troizen, auf dessen Gebiet das Poseidon-Heiligtum von Kalaureia lag, auch zu den Mitgliedern gehört haben müsste. Diskussionen gab es über das boiotische Orchomenos, das für gewöhnlich mit dem minyschen Orchomenos identifiziert wird. Während alle anderen Mitglieder am Argosaronischen Golf liegen, lag der Einflussbereich des boiotischen Orchomenos am Nördlichen Golf von Euböa. Ernst Curtius führte auch an, dass die Stadt in historischer Zeit unbedeutend war. Aus diesem Grund wurde vielfach die Vermutung geäußert, dass es sich um das arkadische Orchomenos gehandelt haben muss. Klaus Tausend wies noch darauf hin, dass der Poseidonkult in Ägina, Argos, Athen, Epidauros, Hermione, Nauplia, Sparta und Troizen belegt ist. Während es für den Kult im boiotischen Orchomenos keine Hinweise gibt, wird jedoch von einem Poseidon-Heiligtum im argivischen Orchomenos berichtet.
Auch über den Zweck der Amphiktyonie von Kalaureia gibt es unterschiedliche Annahmen. Unbestritten scheint zu sein, dass man gemeinsam das Opferfest beging. Man traf sich regelmäßig, womöglich auch, wenn man ansonsten mit einem anderen Mitglied im Krieg lag. Die Lage des Heiligtums und auch der Bündnisstädte deutet darauf hin, dass Poseidon hier als Meeresgott verehrt wurde. Deshalb vermuteten Georg Busolt und Heinrich Swoboda, dass sie den Seehandel kontrollierten. Vielleicht regulierte man auch den Fischfang. Ulrich von Wilamowitz-Moellendorff und James Penrose Harland dachten, dass das Bündnis Piraterie bekämpfte. Thomas Figueira, der anführte, dass die größten Handelspartner der archaischen Zeit Korinth, Megara und Eretria nicht Mitglieder des Bundes waren, vermutet, dass sie im Gegenteil gemeinsam Piraterie betrieben. Es wurde auch vermutet, dass es sich um ein militärisches oder politisches Bündnis handeln könnte, dass sich gegen Argos oder Sparta richtete. Oder ein Verbund von Nicht-Dorern gegen Dorer, wie Klaus Tausend es annahm. Ernst Curtius dachte, dass der Bund von Pheidon gegründet wurde. Thomas Kelly dachte dagegen an einen Bund, der sich gegen Pheidon richtete.
Die Gründungszeit des Bündnisses ist ebenfalls umstritten. Karl Otfried Müller wollte die Gründung zurück in die mykenische Zeit verlegen. Andere ins 10. oder 9. Jahrhundert v. Chr. Diese Datierungen werden jedoch von den meisten Forschern abgelehnt, da man in Kalaureia nur wenige mykenische Funde machte und in protogeometrischer und frühgeometrischer Zeit der Ort wahrscheinlich unbewohnt war und erst Mitte des 8. Jahrhunderts v. Chr. wieder besiedelt wurde. Ioannis Mylonopoulos dachte, dass in mykenischer Zeit ein Bündnis im nahegelegenen mykenischen Heiligtum von Methana bestanden haben könnte. Nach einer Pause in den Dunklen Jahrhunderten könnte das Bündnis mit der Amphiktyonie von Kalaureia erneuert worden sein. Die meisten Historiker denken, dass die Gründung vor der Zerstörung von Prasiai durch Sparta, die wohl kurz nach 550 v. Chr. stattfand, und der Zerstörung von Nauplia, das nach dem Zweiten Messenischen Krieg in der 2. Hälfte des 7. Jahrhunderts von Argos verwüstet wurde, erfolgte. Hieraus ergibt sich, dass die Gründung irgendwann zwischen der Mitte des 8. Jahrhunderts v. Chr. und der 2. Hälfte des 7. Jahrhunderts anzusetzen ist. Ende des 8. Jahrhunderts wurde das erste Heiligtum in Kalaureia gegründet und um 520 v. Chr. errichtete man den spätarchaische Tempel. Da es zwischen mehreren Mitgliedern zu Spannungen und Krieg kam vermutete Ioannis Mylonopoulos, dass das Bündnis Ende des 6. Jahrhunderts v. Chr. oder spätestens im 5. Jahrhundert v. Chr. zerbrach. Die umfangreichen Baumaßnahmen im 4. Jahrhundert v. Chr. sieht er als Zeichen der Wiederbelebung der Bündnisses. Wann das Bündnis endgültig endete, ist unbekannt; es muss zumindest noch im 2. Jahrhundert v. Chr. bestanden haben, wie die aufgefundene Inschrift belegt.